# Georgiana Dedu
Georgiana Dedu (Călărași, 20 de enero de 1996) es una deportista rumana que compite en remo.
Ganó dos medallas de oro en el Campeonato Europeo de Remo, en los años 2020 y 2021. Participó en los Juegos Olímpicos de Tokio 2020, ocupando el sexto lugar en la prueba de ocho con timonel.

## Palmarés internacional
| Campeonato Europeo | Campeonato Europeo | Campeonato Europeo | Campeonato Europeo |
| Año                | Lugar              | Medalla            | Prueba             |
| ------------------ | ------------------ | ------------------ | ------------------ |
| 2020               | Poznań (Polonia)   | Medalla de oro     | Ocho con timonel   |
| 2021               | Varese (Italia)    | Medalla de oro     | Ocho con timonel   |